# جف ویلیامز (بازیکن بیسبال)
جف ویلیامز (انگلیسی: Jeff Williams؛ زادهٔ ۶ ژوئن ۱۹۷۲) بازیکن بیس‌بال اهل استرالیا است.